# ارنهوت
ارنهوت (بالصينية: 二连浩特市) هي مدينة على مستوى مقاطعة، ومدينة على مستوى محافظة فرعية، في الصين، تقع في Xilingol League ‏، بلغ عدد سكانها 74,179 نسمة وذلك حسب إحصائيات سنة 2010، تبلغ مساحتها 450 كيلومتر مربع، رمزها البريدي هو 011100.

## المناخ
يظهر الجدول التالي التغييرات المناخية على مدار السنة لارنهوت:
| البيانات المناخية لـارنهوت                  | البيانات المناخية لـارنهوت | البيانات المناخية لـارنهوت | البيانات المناخية لـارنهوت | البيانات المناخية لـارنهوت | البيانات المناخية لـارنهوت | البيانات المناخية لـارنهوت | البيانات المناخية لـارنهوت | البيانات المناخية لـارنهوت | البيانات المناخية لـارنهوت | البيانات المناخية لـارنهوت | البيانات المناخية لـارنهوت | البيانات المناخية لـارنهوت | البيانات المناخية لـارنهوت |
| الشهر                                       | يناير                      | فبراير                     | مارس                       | أبريل                      | مايو                       | يونيو                      | يوليو                      | أغسطس                      | سبتمبر                     | أكتوبر                     | نوفمبر                     | ديسمبر                     | المعدل السنوي              |
| ------------------------------------------- | -------------------------- | -------------------------- | -------------------------- | -------------------------- | -------------------------- | -------------------------- | -------------------------- | -------------------------- | -------------------------- | -------------------------- | -------------------------- | -------------------------- | -------------------------- |
| متوسط درجة الحرارة الكبرى °م (°ف)           | −10.5 (13.1)               | −5.0 (23.0)                | 4.4 (39.9)                 | 14.6 (58.3)                | 22.5 (72.5)                | 27.7 (81.9)                | 29.9 (85.8)                | 27.7 (81.9)                | 21.4 (70.5)                | 12.7 (54.9)                | 1.3 (34.3)                 | −7.9 (17.8)                | 11.6 (52.8)                |
| المتوسط اليومي °م (°ف)                      | −18.1 (−0.6)               | −13.5 (7.7)                | −4.0 (24.8)                | 6.4 (43.5)                 | 14.7 (58.5)                | 20.6 (69.1)                | 23.3 (73.9)                | 21.1 (70.0)                | 13.9 (57.0)                | 4.6 (40.3)                 | −6.3 (20.7)                | −15.0 (5.0)                | 4.0 (39.2)                 |
| متوسط درجة الحرارة الصغرى °م (°ف)           | −23.7 (−10.7)              | −20.0 (−4.0)               | −11.0 (12.2)               | −1.4 (29.5)                | 6.6 (43.9)                 | 12.8 (55.0)                | 16.6 (61.9)                | 14.6 (58.3)                | 7.3 (45.1)                 | −1.7 (28.9)                | −11.8 (10.8)               | −20.2 (−4.4)               | −2.7 (27.2)                |
| الهطول مم (إنش)                             | 1.2 (0.05)                 | 1.0 (0.04)                 | 2.5 (0.10)                 | 4.5 (0.18)                 | 7.8 (0.31)                 | 19.2 (0.76)                | 37.0 (1.46)                | 40.1 (1.58)                | 17.2 (0.68)                | 8.1 (0.32)                 | 2.6 (0.10)                 | 1.1 (0.04)                 | 142.3 (5.62)               |
| متوسط أيام هطول الأمطار (≥ 0.1 mm)          | 1.7                        | 1.9                        | 1.9                        | 2.0                        | 4.1                        | 6.8                        | 9.0                        | 8.8                        | 4.5                        | 2.9                        | 2.4                        | 2.2                        | 48.2                       |
| متوسط الرطوبة النسبية (%)                   | 69                         | 61                         | 43                         | 29                         | 30                         | 38                         | 47                         | 51                         | 46                         | 45                         | 57                         | 68                         | 49                         |
| ساعات سطوع الشمس الشهرية                    | 221.0                      | 228.6                      | 281.4                      | 293.0                      | 323.6                      | 324.4                      | 310.7                      | 294.0                      | 279.0                      | 255.3                      | 216.3                      | 205.0                      | 3٬232٫3                    |
| نسبة وصول أشعة الشمس                        | 77                         | 78                         | 77                         | 73                         | 72                         | 71                         | 67                         | 69                         | 75                         | 75                         | 74                         | 74                         | 73                         |
| المصدر: China Meteorological Administration |                            |                            |                            |                            |                            |                            |                            |                            |                            |                            |                            |                            |                            |

## توأمة
لارنهوت اتفاقيات توأمة مع:
- أولان-أودي (2011 - )[6]